# Lézine-Scholastique Berault des Essarts
Lézine-Scholastique Berault des Essarts (v. 1633, Laval-12 septembre 1702, religieuse française.

## Origine
Elle est la fille de Jean Berault, seigneur des Essarts, et de Marie Arnoul. Elle naquit en 1633 dans une maison louée à son père par un chanoine, près de l'édifice de Saint-Tugal de Laval. 
A 16 ans, elle déclara son intention d'entrer dans la congrégation des Hospitalières de Saint-Joseph à La Flèche. Le chanoine de Saint-Tugal de Laval Jacques Arnoul, son oncle, la soumit à cette épreuve,.

## Les Hospitalières de Saint-Joseph
Après avoir pris part à l'établissement de ses sœurs à Laval, 1650, puis à Nîmes, 1662, elle présida en 1671 à la fondation du Couvent des religieuses hospitalières de Saint-Joseph-de-la-Flèche de Beaufort-en-Vallée, dans une maison délabrée où les portes et les fenêtres manquaient. 
Tracassées par les autorités locales, atteintes par la maladie contagieuse, la peste, disait-on, qui régnait en ville, trois des sœurs moururent à la peine ; la supérieure resta seule debout pour soigner ses compagnes malades. Grâce à sa vertu et aux encouragements que lui apportèrent Anne de Melun, princesse d'Épinoy, d'une des familles princières les plus distinguées et l'évêque Henri Arnauld, elle réussit contre toute espérance.
La congrégation de Saint-Joseph traversait une époque critique : Les statuts primitifs ne prescrivaient que des vœux simples ; Henri Arnauld voulut brusquer une réforme et imposer les vœux solennels et la clôture. Ces ordonnances, appuyées d'un bref d'Alexandre VII (1666), avaient été acceptées à Laval, à Beaufort et dans les maisons plus récemment fondées. Mais la Flèche et Baugé tenaient pour l'ancienne règle. La division était si profonde qu'on craignit une rupture et la ruine de la congrégation. 
La sœur Lézine-Scholastique Berault des Essarts, avec sa rédaction des constitutions retouchées, qu'elle acheva en 1685, rallia le plus grand nombre des dissidentes. Sa nomination comme supérieure de la Flèche, où elle arriva le 23 avril 1693 avec quatre religieuses de Beaufort-en-Vallée, rendit définitivement la paix à cette maison par le départ volontaire des dernières tenantes de la règle primitive. 
La mère Lézine-Scholastique Berault des Essarts, maintenue trois fois de suite dans la charge de supérieure, malgré des infirmités qui à la fin l'empêchaient de marcher, « parce que, disait son évêque, on avait toujours besoin de sa tête », mourut subitement à l'âge de 69 ans, le 12 septembre 1702.

## Postérité
Elle peut être regardée comme la seconde fondatrice de l'Institut de vie consacrée, après Marie de La Ferre. 
Les Constitutions rédigées par elle furent imprimées à Autun, chez Bernard La Motte-Tort, 1686, en un petit volume in-24, qui comprend :
- les Règles, suivies de l'ordonnance d'Henri Arnault contresignée de son secrétaire Musard, le 19 mars 1685, 48 pages ;
- les Constitutions avec la forme des vœux, pages 48-233 ;
- la bulle d'Alexandre VII, en quatre feuillets non paginés.

Le Cérémonial et le Directoire, rédigés en 1690, ne furent pas imprimés alors. La mère Lézine-Scholastique Berault des Essarts avait aussi écrit une relation manuscrite de la fondation de Beaufort.